# کلیسای سن فرانسیسکو (کاسترو)
کلیسای سن فرانسیسکو (به انگلیسی: Church of San Francisco) و (به اسپانیایی، Iglesia de San)، که در یک طرف میدان آرماس جزیره چیلوئه در شیلی واقع شده‌است، کلیسای کاتولیک اصلی پایتخت چیلوئه است. مساحت آن ۱٫۴۰۴ متر مربع، به عرض ۵۲ متر و ارتفاع ۲۷ متر است.

## پیشینه

### پیشینه شهر
کاسترو سومین شهر بزرگ و قدیمی کشور شیلی است که هم‌اکنون نیز در عصر حاضر به حیات پویای شهری خود ادامه می‌دهد. این شهر در ماه فوریه سال ۱۵۶۷میلادی، توسط مارتین رویز دو گامبو که از سوی پدر خوانده‌اش، فرماندار موقت شیلی، به نام رودریگو دو کویروگا برای تأسیس آن شهر به نام سانتیاگو د کاسترو به چیلوئه فرستاده شده بود، تأسیس شد.

### پیشینه بنا

#### تاریخ احداث
در سال ۱۵۶۷میلادی، یک کلیسا با نام سنت جیمز (سانتیاگو در اسپانیا) ساخته شد که قرار بود جهت ترویج و تبلیغ دین مسیحیت به مردم بومی چیلوئه مورد استفاده قرار گیرد. این کلیسا تا پیش از زمان بازسازی نهایی آن در سال ۱۷۷۱ میلادی، بارها به آتش کشیده شد و چندین بار از نو ساخته شد و پس از آن این کلیسایی به عنوان بخشی از قلمرو کشیش بود که توسط یسوعیان اداره می‌شد، از آن استفاده می‌شد. این کلیسا در سال ۱۹۷۹ میلادی به عنوان یکی از آثار ملی و بنای یادبود شیلی و در ۳۰ نوامبر ۲۰۰۰ میلادی در سایت میراث جهانی یونسکو نیز اعلام شد.

#### مشابهت‌های اسمی
این کلیسا همچنین به عنوان کلیسای جامع آپوستول سانتیاگو (کلیسای سنت جیمز) شناخته می‌شود و به اشتباه به عنوان «کلیسای جامع» خوانده می‌شود که در واقع شهری که مقر اسقف‌نشینی به همین نام است در جنوب شیلی به نام آنکاد وجود دارد. با این حال، کلیسای سن فرانسیسکو نیز یکی از ۲۴ کلیسایی است که این مقر اسقف نشین را تشکیل می‌دهند.

#### ویژگی‌های معماری

##### طراحی معماری و ساخت بنا
طراحی کلیسا کار معمار ایتالیایی ادواردو پروواسولی است، و به جای سبک معمول و رایج سایر کلیساهای دیگر چیلوئه، سبک معماری این کلیسا، نئو-گوتیک است. نمای خارجی کلیسا غالباً با رنگ‌های روشن نقاشی شده و آن را به اثر قابل توجه و برجسته‌ای در میدان دو آرامس شهر کاسترو بدل کرده‌است.
این کلیسا توسط نجاران چیلوئه، تحت نظارت سالوادور سیرپ ساخته شده‌است و ساخت این کلیسا تحت نظارت کشیش فرای آنگل کاستوتیو، مسئول این کلیسا از سال ۱۹۱۰ تا ۱۹۱۲ میلادی انجام شد.

##### سازه و استراکچر بنا
در سازه این کلیسا، نجاران از چوب مثل جوب سرو و دیگر چوب‌های بومی استفاده کرده‌اند. فضای داخلی از چوبهای همچون چوب درخت راش و درخت بومی منطقه شیلیبه نام درخت اولی‌ویلو (درخت بومی منطقه جنوبی شیلی و آرژانتین) ساخته شده‌است؛ با این حال سازه نمای خارجی کلیسا، سقف و پوشش بیرونی از ورقه‌های آهن گالوانیزه هستند.

##### آتار هنری موجود داخل کلیسا
در داخل کلیسا تصاویر زیر موجود است:
- تمثالی از پیروان میکائیل در مبارزه با شیطان وجود دارد.
- تصویری از سنت آلبرتو هورتادو
- یک کپی از تصویر عیسی مسیح که در کلیسای کاواگا در کوئین‌جائو، چیلوئه یافت می‌شود نیز وجود دارد.

## نگارخانه

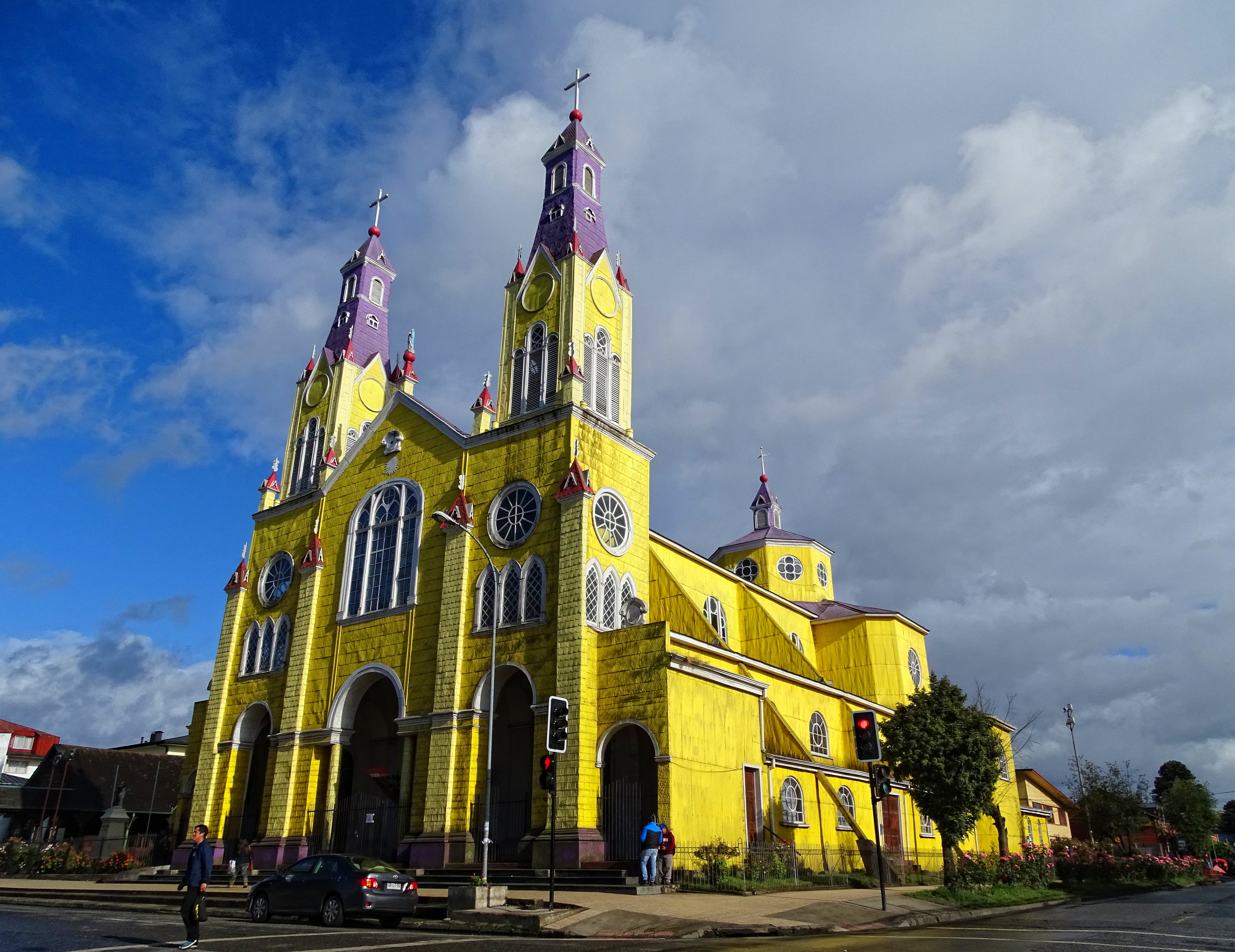
تصویری از نمای با رنگ روشن کلیسا در میدان دو آرماس در شهر کاسترو
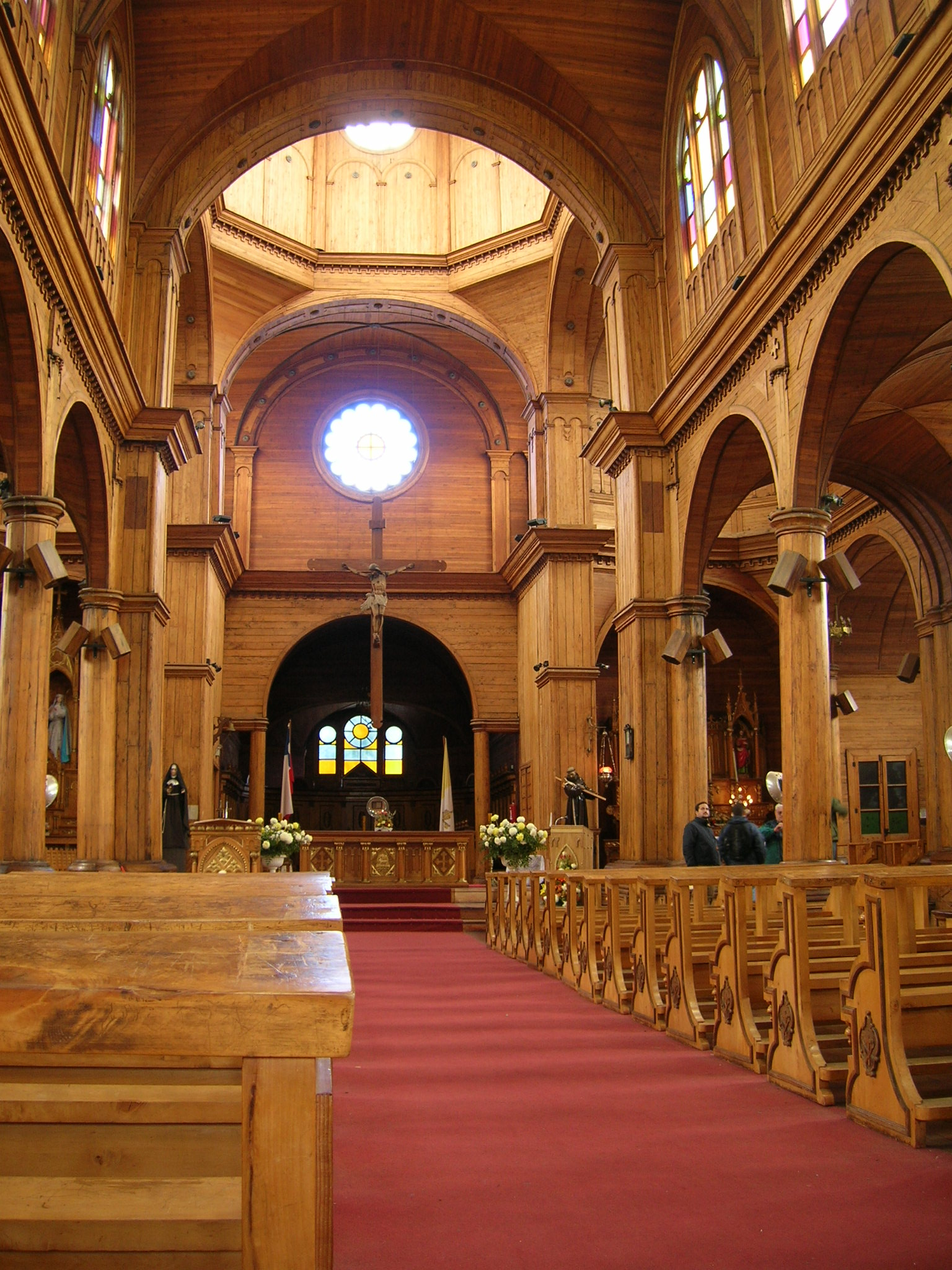
نمای داخلی کلیسا
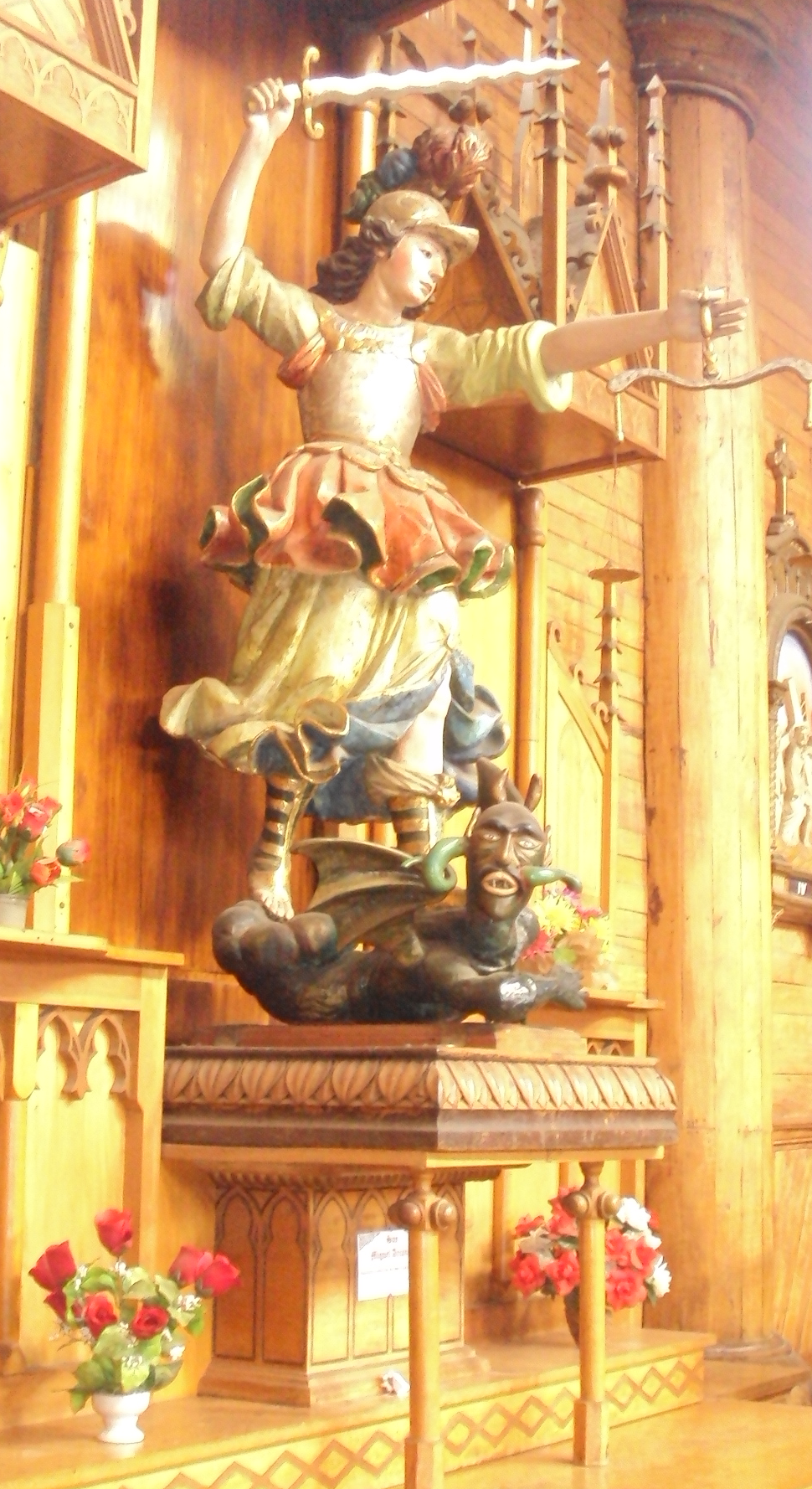
تمثالی از پیروان میکائیل در مبارزه با شیطان
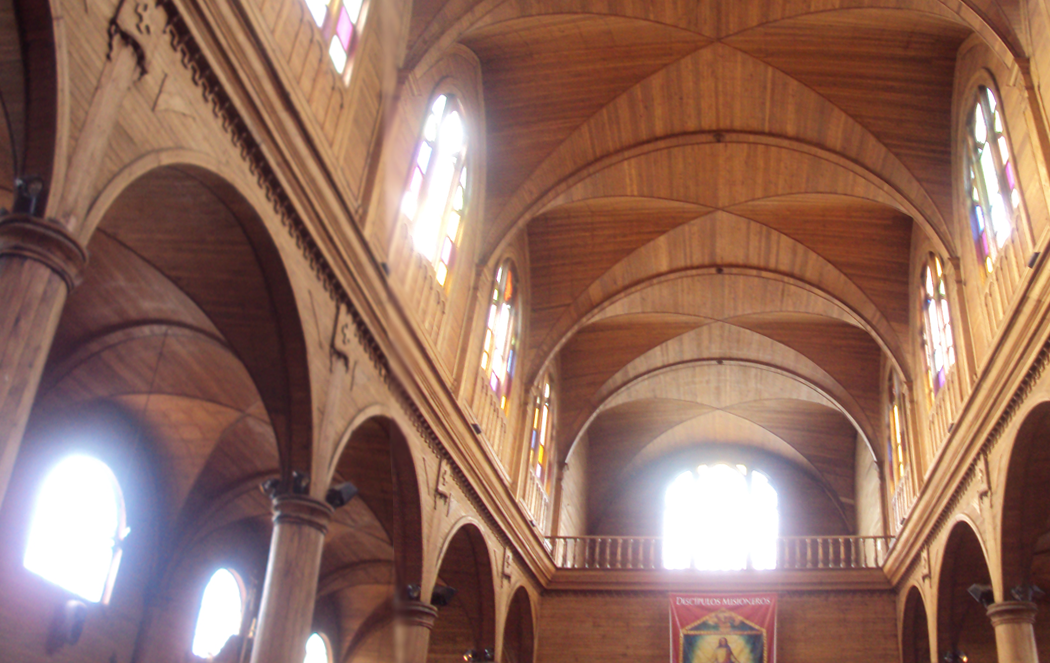
نمایی از سقف و گنبد کلیسا